# BGFL Premiership 1987
La BGFL Premiership 1987 è stata la 1ª edizione dell'omonimo torneo di football americano. La sua finale è considerata il primo BritBowl (non coincidente con la finale per il titolo nazionale britannico).
Gli Westhoughton Greyhounds si sono ritirati tra il 22 e il 29 agosto e i loro risultati sono stati ritenuti non validi a livello di classifica.

## Squadre partecipanti
| Club                       | Città             | Stadio | Sponsor ufficiale | Risultato nella stagione 1986 |
| -------------------------- | ----------------- | ------ | ----------------- | ----------------------------- |
| Boston Blitz               | Boston            |        |                   |                               |
| Burton Barons              | Burton upon Trent |        |                   |                               |
| Doncaster Jaguars          | Doncaster         |        |                   |                               |
| East Kent Cougars          | Folkestone        |        |                   |                               |
| Hartlepool Steelers        | Hartlepool        |        |                   |                               |
| Leicester Huntsmen         | Leicester         |        |                   |                               |
| Merseyside Centurions      | Liverpool         |        |                   |                               |
| Oldham Phoenix             | Oldham            |        |                   |                               |
| Preston Pirates            | Preston           |        |                   |                               |
| Rotherham Redskins         | Rotherham         |        |                   |                               |
| ( Westhoughton Greyhounds) | Westhoughton      |        |                   |                               |

## Stagione regolare

### Calendario

#### 1ª giornata
| 27 aprile 1987 | Leicester Huntsmen | 31 – 18 | Doncaster Jaguars |  |

| 27 aprile 1987 | Burton Barons | 14 – 58 | East Kent Cougars |  |

| 27 aprile 1987 | Boston Blitz | 15 – 14 | Rotherham Redskins |  |

#### 2ª giornata
| 3 maggio 1987 | Boston Blitz | 36 – 6 | Doncaster Jaguars |  |

| 3 maggio 1987 | Westhoughton Greyhounds | 6 – 0 | Hartlepool Steelers |  |

| 3 maggio 1987 | Oldham Phoenix | 0 – 15 | Preston Pirates |  |

#### 3ª giornata
| 10 maggio 1987 | Rotherham Redskins | 6 – 0 | Boston Blitz |  |

| 10 maggio 1987 | Leicester Huntsmen | 44 – 7 | Burton Barons |  |

| 10 maggio 1987 | Doncaster Jaguars | 6 – 27 | East Kent Cougars |  |

| 10 maggio 1987 | Hartlepool Steelers | 19 – 0 | Oldham Phoenix |  |

#### 4ª giornata
| 17 maggio 1987 | East Kent Cougars | 21 – 36 | Leicester Huntsmen |  |

| 17 maggio 1987 | Merseyside Centurions | 24 – 0 | Westhoughton Greyhounds |  |

#### 5ª giornata
| 24 maggio 1987 | Doncaster Jaguars | 6 – 27 | Boston Blitz |  |

| 24 maggio 1987 | Rotherham Redskins | 44 – 6 | Burton Barons |  |

| 24 maggio 1987 | Hartlepool Steelers | 7 – 50 | Merseyside Centurions |  |

| 24 maggio 1987 | Preston Pirates | - – - (rinviata) | Westhoughton Greyhounds |  |

#### 6ª giornata
| 31 maggio 1987 | Burton Barons | 22 – 20 | East Kent Cougars |  |

| 31 maggio 1987 | Merseyside Centurions | 54 – 9 | Hartlepool Steelers |  |

| 31 maggio 1987 | Rotherham Redskins | 16 – 14 | Leicester Huntsmen |  |

#### 7ª giornata
| 7 giugno 1987 | Rotherham Redskins | 36 – 14 | Doncaster Jaguars |  |

| 7 giugno 1987 | Oldham Phoenix | - – - (rinviata) | Merseyside Centurions |  |

| 7 giugno 1987 | Westhoughton Greyhounds | - – - (rinviata) | Preston Pirates |  |

#### 8ª giornata
| 14 giugno 1987 | Burton Barons | 18 – 35 | Doncaster Jaguars |  |

| 14 giugno 1987 | Westhoughton Greyhounds | 19 – 0 | Oldham Phoenix |  |

| 14 giugno 1987 | Merseyside Centurions | 26 – 6 | Preston Pirates |  |

| 14 giugno 1987 | East Kent Cougars | 22 – 6 | Rotherham Redskins |  |

#### 9ª giornata
| 21 giugno 1987 | Boston Blitz | 31 – 20 | Burton Barons |  |

| 21 giugno 1987 | Leicester Huntsmen | 22 – 18 | East Kent Cougars |  |

| 21 giugno 1987 | Oldham Phoenix | 14 – 0 | Hartlepool Steelers |  |

#### 10ª giornata
| 28 giugno 1987 | Burton Barons | 12 – 38 | Leicester Huntsmen |  |

| 28 giugno 1987 | Westhoughton Greyhounds | - – - (rinviata) | Merseyside Centurions |  |

| 28 giugno 1987 | Preston Pirates | 42 – 0 | Oldham Phoenix |  |

| 28 giugno 1987 | Doncaster Jaguars | 14 – 8 | Rotherham Redskins |  |

#### 11ª giornata
| 5 luglio 1987 | Burton Barons | 7 – 21 | Boston Blitz |  |

| 5 luglio 1987 | Doncaster Jaguars | 15 – 42 | Leicester Huntsmen |  |

| 5 luglio 1987 | Preston Pirates | 23 – 0 | Westhoughton Greyhounds |  |

#### 12ª giornata
| 12 luglio 1987 | East Kent Cougars | 20 – 0 | Boston Blitz |  |

| 12 luglio 1987 | Oldham Phoenix | 6 – 76 | Merseyside Centurions |  |

| 12 luglio 1987 | Hartlepool Steelers | 28 – 27 | Preston Pirates |  |

| 12 luglio 1987 | Leicester Huntsmen | - – - (rinviata) | Rotherham Redskins |  |

#### 13ª giornata
| 19 luglio 1987 | Merseyside Centurions | 52 – 0 | Oldham Phoenix |  |

| 19 luglio 1987 | Burton Barons | 27 – 20 | Rotherham Redskins |  |

#### 14ª giornata
| 26 luglio 1987 | East Kent Cougars | 41 – 0 | Doncaster Jaguars |  |

| 26 luglio 1987 | Boston Blitz | 6 – 7 | Leicester Huntsmen |  |

| 2 agosto 1987 | Hartlepool Steelers | - – - (annullata) | Westhoughton Greyhounds |  |

#### 15ª giornata
| 2 agosto 1987 | Leicester Huntsmen | 58 – 0 | Boston Blitz |  |

| 2 agosto 1987 | Doncaster Jaguars | 12 – 14 | Burton Barons |  |

| 2 agosto 1987 | Rotherham Redskins | 0 – 1 (a tavolino) | East Kent Cougars |  |

| 2 agosto 1987 | Preston Pirates | 20 – 36 | Merseyside Centurions |  |

| 2 agosto 1987 | Oldham Phoenix | 36 – 6 | Westhoughton Greyhounds |  |

#### 16ª giornata
| 9 agosto 1987 | Boston Blitz | 7 – 14 | East Kent Cougars |  |

### Classifica
La classifica della regular season è la seguente:
- PCT = percentuale di vittorie, G = partite giocate, V = partite vinte,  P = partite perse, PF = punti fatti, PS = punti subiti

#### Girone Est
| Pos. | Squadra            | PCT  | G  | V | N | P | PF  | PS  |
| ---- | ------------------ | ---- | -- | - | - | - | --- | --- |
| 1    | Leicester Huntsmen | .900 | 10 | 9 | 0 | 1 | 310 | 113 |
| 2    | East Kent Cougars  | .700 | 10 | 7 | 0 | 3 | 242 | 113 |
| 3    | Boston Blitz       | .500 | 10 | 5 | 0 | 5 | 139 | 158 |
| 4    | Rotherham Redskins | .400 | 10 | 4 | 0 | 6 | 150 | 132 |
| 5    | Burton Barons      | .300 | 10 | 3 | 0 | 7 | 147 | 323 |
| 6    | Doncaster Jaguars  | .200 | 10 | 2 | 0 | 8 | 125 | 276 |

#### Girone Ovest
| Pos. | Squadra                 | PCT   | G | V | N | P | PF  | PS  |
| ---- | ----------------------- | ----- | - | - | - | - | --- | --- |
| 1    | Merseyside Centurions   | 1.000 | 6 | 6 | 0 | 0 | 290 | 48  |
| 2    | Hartlepool Steelers     | .667  | 6 | 4 | 0 | 2 | 100 | 137 |
| 3    | Preston Pirates         | .333  | 6 | 2 | 0 | 4 | 110 | 95  |
| 4    | Oldham Phoenix          | .000  | 6 | 0 | 0 | 6 | 12  | 232 |
| -    | Westhoughton Greyhounds | .400  | 5 | 2 | 0 | 3 | 39  | 69  |

## Playoff

### Tabellone
|  | Semifinali | Semifinali            | Semifinali |                    |    | I Britbowl            | I Britbowl | I Britbowl |  |
|  |            |                       |            |                    |    |                       |            |            |  |
|  | 1O         | Merseyside Centurions | 28         |                    |    |                       |            |            |  |
|  | 1O         | Merseyside Centurions | 28         |                    |    |                       |            |            |  |
|  | 2E         | East Kent Cougars     | 13         |                    |    |                       |            |            |  |
|  | 2E         | East Kent Cougars     | 13         |                    | 1O | Merseyside Centurions | 20         |            |  |
|  |            |                       |            |                    | 1O | Merseyside Centurions | 20         |            |  |
|  |            |                       | 1E         | Leicester Huntsmen | 12 |                       |            |            |  |
|  | 1E         | Leicester Huntsmen    | 1E         | Leicester Huntsmen | 12 | 28                    |            |            |  |
|  | 1E         | Leicester Huntsmen    |            |                    |    |                       |            |            |  |
|  | 2O         | Hartlepool Steelers   | 12         |                    |    |                       |            |            |  |

### Semifinali
| 16 agosto 1987 | Leicester Huntsmen | 28 – 12 | Hartlepool Steelers |  |

| 16 agosto 1987 | Merseyside Centurions | 28 – 13 | East Kent Cougars |  |

### I Britbowl
| Leicester 23 agosto 1987 | Merseyside Centurions | 20 – 16 | Leicester Huntsmen | Saffron Lane sports centre |

## Verdetti
- Merseyside Centurions vincitori del Britbowl 1987